# 소명 (가수)
소명(본명:  소명호 , 본명 한자: 蘇明浩, 1958년 12월 11일 ~ )은 대한민국의 트로트 가수이다. 1978년 언더그라운드 라이브 클럽에서 록 음악 가수로 데뷔하였다.

## 학력
- 1977년 남원고등학교 졸업
- 1990년 우송정보대학 행정학과 졸업

## 데뷔
- 1987년 정규 앨범 [코리아 랩소디]

## 음반
- 1987년 《코리아 랩소디》
- 1999년 3월 10일 《인연》
- 2000년 8월 《살아봐》
- 2002년 4월 《빠이빠이야》
- 2006년 11월 3일 《총알탄 메들리》
- 2007년 1월 10일 《유쾌 상쾌 통쾌》
- 2010년 8월 2일 《미.고.사 (미안해 고마워 사랑해)》
- 2012년 8월 1일 《6집 보디가드》
- 2014년 8월 22일 《I Love 영일대》(싱글)
- 2014년 9월 18일 《안녕들 하십니까 (디스코 컬렉션)》
- 2016년 6월 13일 《사랑하니까》
- 2017년 12월 20일 《최고 친구》 (With 김정호)
- 2018년 3월 21일 《최고 친구 리믹스 (Best Friend Remix) (With 김정호)》(싱글)
- 2018년 5월 10일 《안녕들 하십니까? (What's Going On?) (Remix ver.)》(싱글)
- 2018년 8월 22일 《소명 Remix 모음집》(싱글)
- 2019년 4월 29일 《소명 시를 노래하다》
- 2020년 2월 12일 《걱정없겠네》(싱글)
- 2021년 6월 21일 《샤랄랄라》
- 2021년 6월 21일 《그대라서 행복합니다》

## 수상
- 1987년 KBS 신인무대 은상 수상
- 1991년 제5회 MBC 신인가요제 금상 수상
- 2003년 KBS 전국노래자랑 애창가요 1위
- 2003년 연예신문 성인부문 신인상
- 2004년 경인방송 성인가요 베스트 30 1위
- 2004년 문화관광부 장관상 (우수예능인상)
- 2005년 아이넷TV 성인가요 차트 50 상반기 6회 1위
- 2005년 12월 대한민국 연예예술상 수상
- 2005년 KBS 라디오 태진아쇼, 원음방송 홍서범의 가요톱텐
- 2005년 i-FM 전승희 선우경의 신나는 라디오 5주 연속 1위
- 2005년 대한민국 독도사랑 시민대상
- 2006년 국무총리 수상 《행정자치부》
- 2006년 MBC 가요베스트 2회 1위
- 2006년 청주방송 전국 톱 10 가요쇼 연말특집 MVP
- 2006년 모범가수상 《한국연예협회》
- 2006년 대한민국 트로트가요대상 올해의 가수상 《원음방송.YTN》
- 2007년 아이넷 TV 성인가요 베스트 50 1위
- 2007년 대한민국 연주인이 선정한 가수상
- 2008년 OBS 경인TV 성인가요베스트 10 1위
- 2008년 부천오늘문화대상 성인가요대상
- 2008년 제16회 대한민국 문화연예대상 성인가수상
- 2009년 아름다운 문화예술대상
- 2009년 제10회 한국연예문화예술대상 최우수인기가요대상
- 2010년 대한민국 오늘문화대상 성인가요문화대상
- 2010년 창작인이 뽑은 인기가수상
- 2010년 제16회 대한민국연예예술상 연예발전공로 우정상
- 2011년 제18회 대한민국 연예예술상 전통가요 전문케이블 선정 10대 가수상
- 2011년 제9회 대한민국 문화대상 환경문화대상(가수부문)
- 2012년 제19회 대한민국 연예예술상 전통가요 전문케이블 선정 10대 가수상
- 2012년 대한민국스타대상 10대 가수상
- 2013년 제20회 대한민국 연예예술상 전통가요 전문케이블 선정 10대 가수상
- 2013년 대한민국 창조문화예술대상 대중음악부문 특별상
- 2013년 한국재능나눔 최우수상
- 2013년 제3회 한국대중가요발전협회 인기스타상
- 2014년 제21회 대한민국 연예예술상 전통가요 전문케이블 선정 10대 가수상
- 2014년 위대한 한국인대상 대중가요부문 최고인기가수상
- 2014년 제1회 대한민국 예능인 올스타 30인상
- 2014년 대한적십자사 서울특별시지사 공로표창
- 2014년 대한민국 문화예술 스타상 10대 가수상
- 2016년 MBC가요베스트 대제전 인기상

## 가족 관계
- 배우자 : 한영애
  - 아들 : 소유찬 (1990년 1월 3일 ~ )
  - 딸 : 소유미 (1992년 7월 6일 ~ )